# غريمن
غريمن (بالألمانية: Grimmen) هي بلدة ألمانية تقع في ألمانيا في مكلنبورغ فوربومرن. يقدر عدد سكانها بـ 11,032 نسمة .

## المدن التوأمة
مدن شاتولن، Czaplinek، Kamień Pomorski، أوسترهولتس-شارمبك، Staffanstorp وVellinge Municipality هي مدن توأمة لـغريمن.